# Patersonia babianoides
Patersonia babianoides là một loài thực vật có hoa trong họ Diên vĩ. Loài này được Benth. miêu tả khoa học đầu tiên năm 1873.